# Espressionismo del mattone

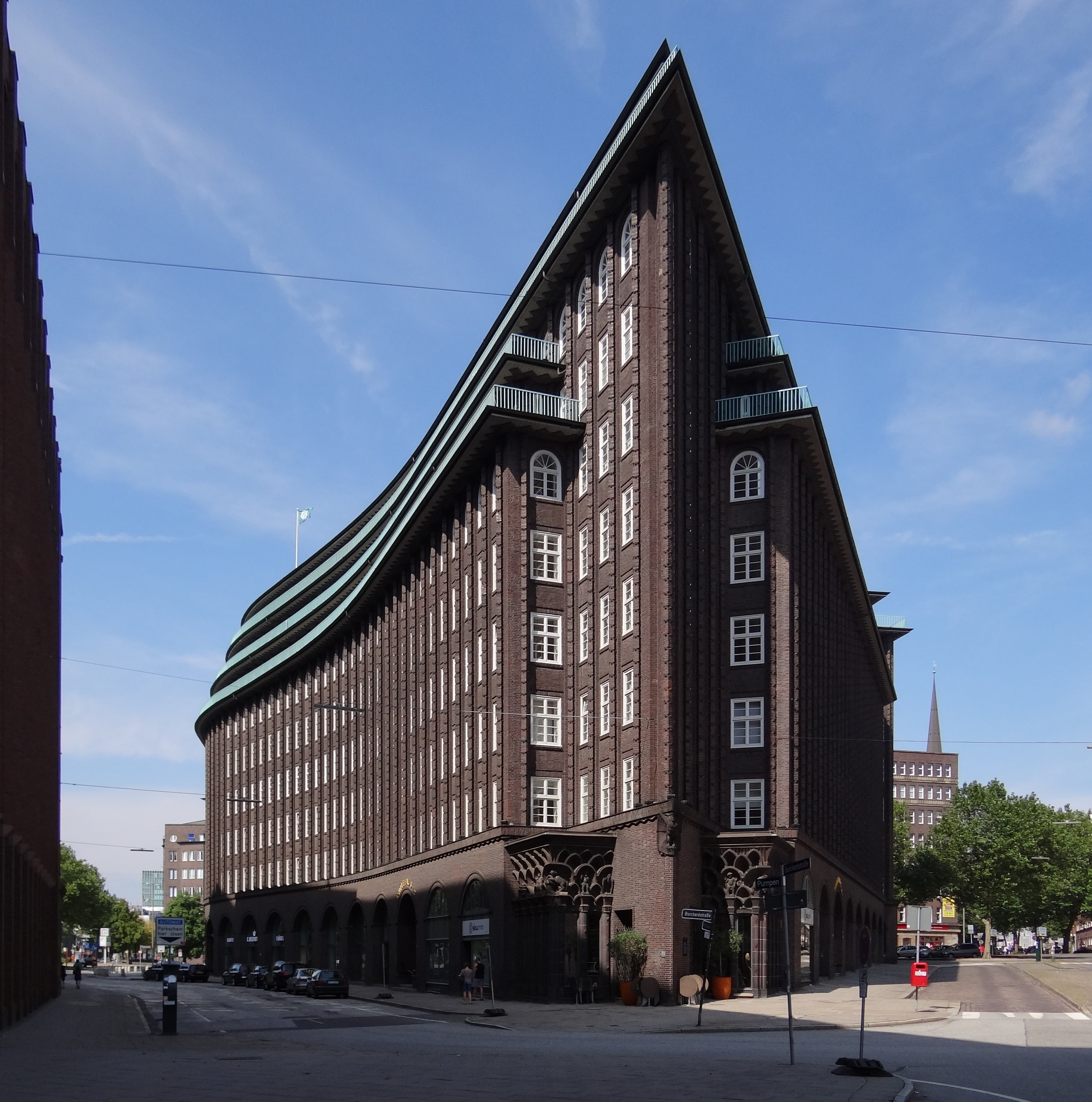
La Chilehaus di Amburgo

Il termine Espressionismo del mattone (tedesco: Backsteinexpressionismus) descrive una specifica variante di architettura espressionista che usa mattoni, mattonelle o mattoni di clinker come principale materiale da costruzione delle parti visibili. L'uso di questo materiale, tipico delle regioni baltiche, aveva già caratterizzato la grande stagione anseatica del Gotico baltico e ne rappresenta una sorta di reinterpretazione moderna.
Gli edifici in questo stile furono costruiti per lo più negli anni ’20, soprattutto in Germania e nei Paesi Bassi, dove fu creato lo stile.
I centri regionali di irradiazione dello stile architettonico furono le città più grandi della Germania settentrionale e dell’area della Ruhr, ma le creazioni della scuola di Amsterdam, che appartengono allo stesso movimento, possono essere trovate in molte delle più grandi città olandesi, come Amsterdam e Utrecht. Lo stile ha avuto anche un impatto al di fuori delle aree menzionate.

## Storia e stile

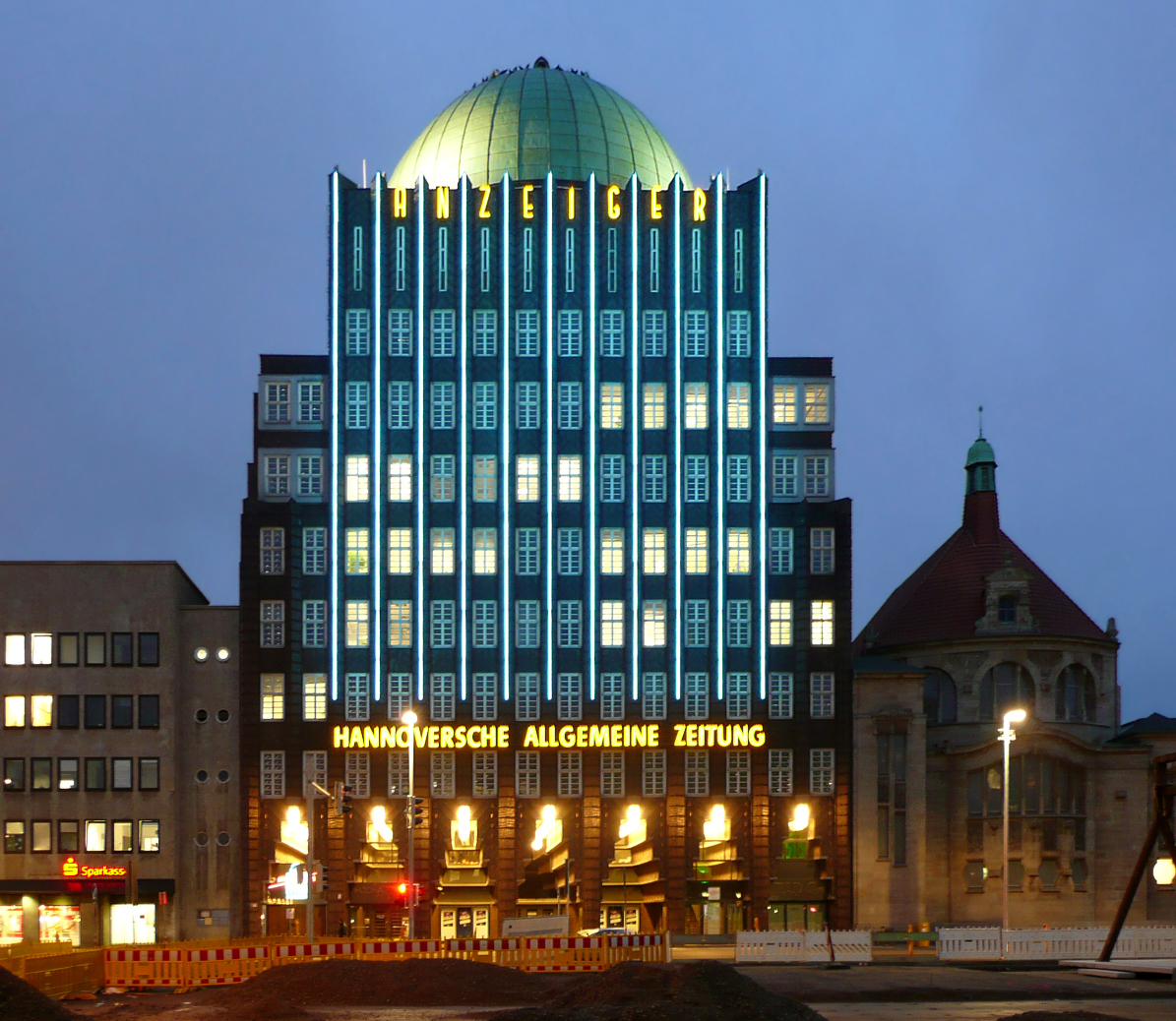
Anzeigerhochhaus, grattacielo di Hannover

L’espressionismo del mattone si sviluppò in contemporanea alla “nuova oggettività” dell’architettura Bauhaus. Ma, mentre gli architetti Bauhaus sostenevano la rimozione di tutti gli elementi ornamentali o decorativi, gli architetti espressionisti svilupparono una forma distintiva di ornamentazione, spesso usando elementi grezzi, angolari o appuntiti. Dovevano esprimere la dinamica del periodo, la sua intensità e tensione.
I più importanti materiali da costruzione erano mattoni e mattoni clinker. Il clinker a fuoco duro era molto di moda, specialmente per le facciate. Questo materiale era particolarmente adatto alle difficili esigenze ambientali degli edifici industriali, in particolare nell’area della Ruhr. La sua caratteristica superficie ruvida e la ricca varietà di colori, dal marrone, al rosso, al viola, hanno contribuito alla popolarità del materiale.
Una caratteristica sorprendente dell’Espressionismo dei mattoni è la vivacità delle sue facciate, risultato estetico raggiunto puramente attraverso l’impostazione deliberata di mattoni nei modelli. Ciò ha aiutato a ravvivare grandi superfici murali, altrimenti monotone. In alcuni casi, venivano impiegati come elementi decorativi, anche i mattoni che si perdevano (pezzi che erano stati danneggiati durante la cottura,  o erano stati sparati troppo a lungo o non abbastanza, provocando una colorazione irregolare o indesiderata) sfruttando il loro aspetto singolare. I mattoni angolari sono stati combinati in varie disposizioni, creando un ricco repertorio ornamentale, comprese forme specifiche di scultura. I corsi orizzontali in laterizio che si alternano tra sporgenti e leggermente incassati sono un’altra caratteristica comune.
I disegni delle facciate erano esaltati dall’uso della scultura architettonica, fatta di mattoni di clinker o ceramica. Un noto rappresentante di questa forma d’arte è stato Richard Kuöhl. Ernst Barlach creò anche statue di clinker, come il fregio Gemeinschaft der Heiligen (“comunità di santi”) a Santa Caterina a Lubecca, completato da Gerhard Marcks.
Occasionalmente venivano citati elementi di altri stili architettonici, tradotti nel repertorio di forme in mattoni. Ad esempio, il Chilehaus di Fritz Höger ad Amburgo è dominato dall’estetica Art Déco. L’Anzeiger-Hochhaus di Hannover cita l’architettura orientale.

## Distribuzione geografica

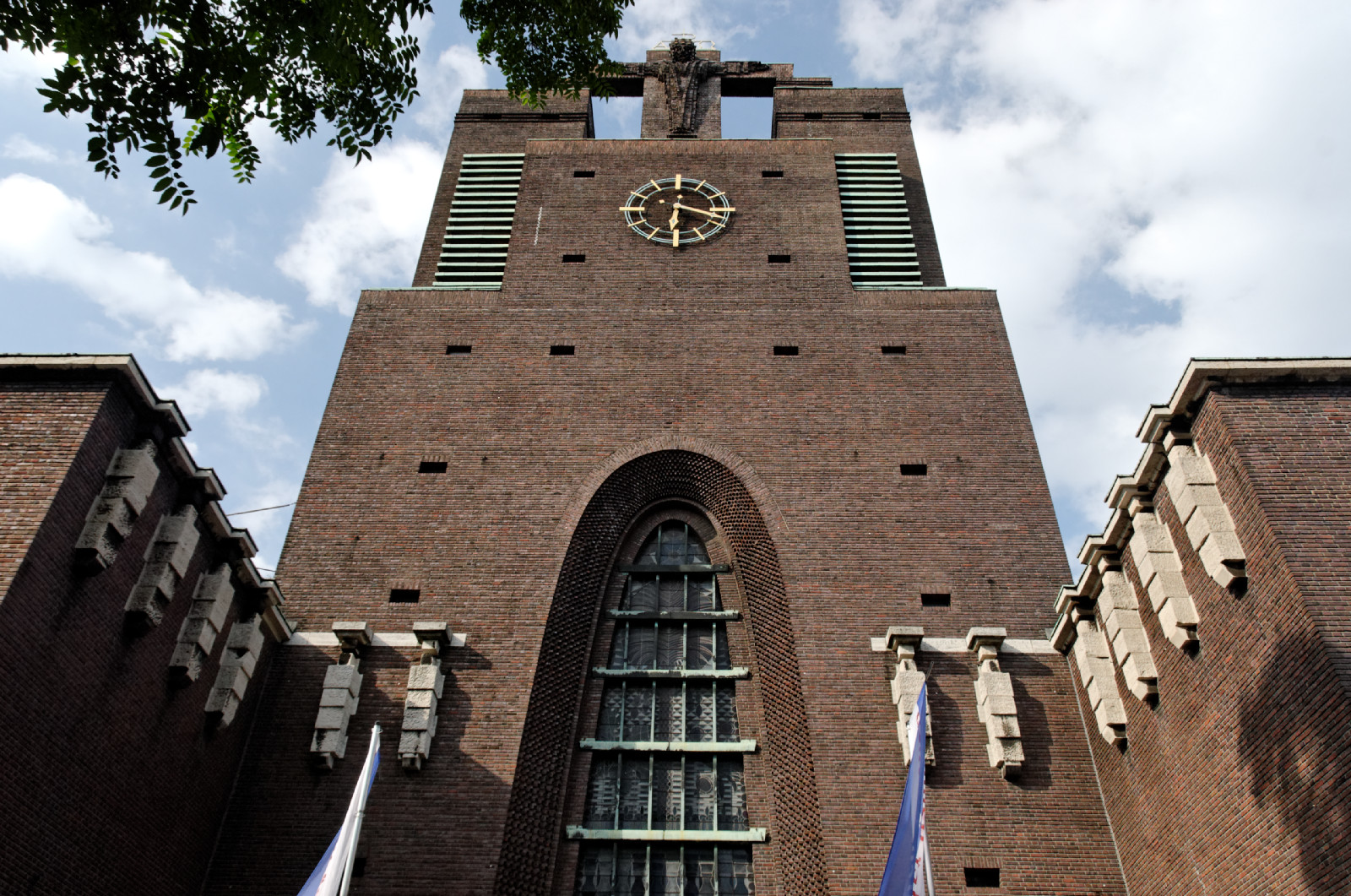
La chiesa della Santa Croce a Gelsenkirchen di Josef Franke

Alcuni esempi eccezionali di Espressionismo del mattone si trovano ad Amburgo. Qui, Fritz Höger ha creato, la già citata, Chilehaus, con il suo spiccato design orientato verticalmente e l’uso quasi scherzoso del materiale. Altri esempi sono il vicino Sprinkenhof, di Oskar Gerson in collaborazione con stesso Höger, il Broschekhaus e il Zigarettenfabrik Reemtsma (fabbrica di sigarette Reemtsma).
La Böttcherstrasse di Brema è un ulteriore importante esempio dello stile nella Germania settentrionale.
L’espressionismo del mattone ebbe la sua distribuzione più densa nell’area del Reno-Ruhr, sviluppando il carattere di uno stile regionale. Il materiale potrebbe resistere a condizioni industriali difficili e ha permesso la creazione di progetti di facciate ben bilanciati e variegati con uno sforzo relativamente ridotto. Ma il clinkler a cottura rigida era relativamente costoso, quindi molti edifici erano progettati con facciate intonacate e parzialmente imbiancate. Gli esempi sono stati creati in tutta la Ruhr, compresa l’architettura industriale (sale riunioni, edifici per uffici, torri idrauliche, ecc.) E edifici residenziali. Il mattone era usato anche per edifici rappresentativi, come municipi, uffici postali, chiese e ville.
Anche a Gelsenkirchen troviamo un alto esempio dell'espressionismo del mattone nell’opera di Josef Franke, la chiesa della Santa Croce. La sua volta ha la forma di un’alta parabola. La sommità della torre quadrata è coronata da una figura in mattoni di Cristo. La chiesa fu sconsacrata il 18 agosto 2007.
Un altro esempio di questo stile, lo troviamo ad Hannover, con l'imponente Anzeiger-Hochhaus, con rimandi all'archittettura orientalizzante.
A Berlino gli esempi dell'espressionismo del mattone includono la Kreuzkirche (Chiesa evangelica della croce) a Berlino-Schmargendorf e la chiesa evangelica di Fritz Höger a Hohenzollernplatz (1933).
A Braunschweig troviamo il Museo di storia naturale edificato in questo stile nel 1937.